# Józef Brudny
Józef Brudny (ur. 25 marca 1942, zm. 22 stycznia 2017) – polski nauczyciel sztuki walki.

## Życiorys
Był jednym z pionierów kung-fu w Polsce. W 1957 założył w Pszczynie pierwszą grupę treningową, która z czasem stała się jednym z pierwszych i zarazem najstarszych ośrodków sztuk walki w Polsce (Pszczyńska Akademia Sztuk Walki). Od lat 50 XX wieku (oraz od początku lat 60 wraz ze swoim młodszym bratem Janem) trenował indywidualnie i tworzył podstawy własnego stylu walki. 28 listopada 1998 uchwałą Zarządu Głównego Polskiej Federacji Dalekowschodnich Sztuk i Sportów Walki opracowany przez niego styl walki został zarejestrowany pod nazwą „Pszczyńska Sztuka Walki”. 30 maja 1999 na specjalnym IX Festiwalu Dalekowschodnich Sztuk Walki w Pałacu Kultury i Nauki w Warszawie – Józef Brudny otrzymał najwyższy stopień mistrzowski 10 dan. 29 maja 2011 na Gali z okazji 25-lecia Federacji Dalekowschodnich Sztuk i Sportów Walki w uznaniu zasług otrzymał symboliczną kamienną Tablicę Zasługi Federacji, był również członkiem Rady Prezydentów – Patriarchów Federacji.